# Bonneveine
Bonneveine est un quartier du 8e arrondissement de Marseille.
Il englobe la majeure partie du Parc Borély, l'Hippodrome Borély et l'Escale Borély.